# Satanovo srdce
Satanovo srdce (v anglickém originále The Devil's Heart) je název knihy, jejímž autorem je Carmen Carter a náleží literatuře žánru science fiction z fiktivního světa Star Treku. Svými postavami i dějem náleží k televiznímu seriálu Star Trek: Nová generace. Originál knihy, z něhož byl pořízen český překlad vyšel v roce 1993.

## Obsah
Místem děje je kosmická loď Enterprise cestující vesmírem v 24. století. Na její palubě žije tisíc lidí. Kapitánem lodi je Jean-Luc Picard, pomáhají mu na velitelském můstku první důstojník William Riker, android Dat, lodní poradkyně Deanna Troi, slepý šéfinženýr Geordi La Forge a klingonský šéf bezpečnosti Worf.
Mezi civilizacemi se pohybuje se svými vlastníky v prostoru i časem záhadný magický kámen, který v sobě ukrývá vzpomínky všech jeho vlastníků a poskytuje značnou moc pro jeho momentálního majitele. Nalezla jej expedice z Vulkánu a pak se dostává na palubu Enterprise, ke kapitánovi Picardovi, který poznává její hrozivé vlastnosti. V noci se mu promítají sny s hrůznými vzpomínkami z historie civilizací které kámen kdy vlastnily, dělá mu problém kámen opustit i přes den při plnění služebních povinností. Kvůli kameni je napadena Enterprise různými protivníky, je zničena i jedna hvězdná základna. Nakonec se podaří černou dírou magický kámen odeslat do jiné části vesmíru a napětí mezi pronásledovateli urovnat.

## České vydání knihy
Do češtiny knihu přeložil Vladimír Panoš a vydalo ji poprvé v roce 1995 nakladatelství X-EGEM, s.s.o z Prahy. Brožovaná kniha má 272 stran vč. reklam, typický styl (graficky i formátem) obálky pro celou edici Star Trek Nová generace. Na obálce jsou použity kresby Chrise Achiulleose.
Na obálce i v tiráži je tisková chyba ve jméně autorky, zde uváděna jako Carmer Carten, ač se jmenuje (viz en-wiki) Carmen Carter.